# The Big Pink
Electro-rockduoen The Big Pink udkom i september 2009 med deres debutalbum A Brief History Of Love.
Duoen består af Robbie Furze og Milo Cordell. Begge er fra London, og Cordell er bl.a. kendt for at stå bag pladeselskabet Merok, som tidligere har hjulpet navne frem som Klaxons og Crystal Castles og udsendt udgivelser med undergrundsnavne som Salem og Teengirl Fantasy. Robbie Furze har tidligere begået sig i bands som Panic DHH og Alec Empire.
De to barndomsvenner dannede i 2007 The Big Pink og tog bandnavn efter The Band's debutalbum af samme navn fra 1968.
The Big Pink skrev i 2009 kontrakt med det anerkendte engelske pladeselskab 4AD og vandt Philip Hall Radar Award for Best New Act til årets NME Shockwave Awards.
Debutalbummet er indspillet i New York og produceret af bandet selv, mens Rich Costey (som netop har siddet bag producerknapperne på det seneste Mew-album) har mixet.